# Блізьнев
Блізьнев (пол. Bliźniew) — село в Польщі, у гміні Врублев Серадзького повіту Лодзинського воєводства.
Населення — 177 осіб (2011).
У 1975-1998 роках село належало до Серадзького воєводства.

## Демографія
Демографічна структура станом на 31 березня 2011 року:
|          | Загалом | Допрацездатний вік | Працездатний вік | Постпрацездатний вік |
| -------- | ------- | ------------------ | ---------------- | -------------------- |
| Чоловіки | 84      | 11                 | 60               | 13                   |
| Жінки    | 93      | 20                 | 46               | 27                   |
| Разом    | 177     | 31                 | 106              | 40                   |